# 川島町 (岐阜県)
川島町（かわしまちょう）は、かつて岐阜県羽島郡にあった町。2004年（平成16年）11月1日に各務原市に編入され、各務原市川島○○町となった。

## 地理
木曽川の中洲にあり、単独の市町村で全域が川に囲まれている全国で唯一の町であった。ただし、中洲の南西側の一部は笠松町と一宮市、南東側の一部は江南市である。中洲の他、北派川の南岸部も町内である。
木曽川の中洲ということもあり、岐阜県側、愛知県側どちらへ行くにも橋を渡る必要があり、町内を通る東海北陸自動車道を除くと、岐阜県側からは新境川（北派川）を渡る橋（もぐり橋）のみ、愛知県側からは木曽川南派川に架かる渡橋、河田橋、小網橋の計4か所しかアクセス道路が無かった。また、町内に木曽川本流があり、川島大橋と平成川島橋が架けられていた。各務原市に編入後、5か所目のアクセス道路として各務原大橋か架けられ、小網橋は神明小網橋に架け替えられている。

### 大字・字
大字は町制施行時に◯◯町の表記に変更されている。竹早町、緑町は町制施行後に新設。
- 小網町　※大字小網島
- 竹早町
- 松倉町　※大字松倉
- 河田町　※大字河田島
- 松原町　※大字松原島
- 緑町
- 渡町　※大字松原島渡分区
- 北山町　※大字松原島北山分区
- 笠田町　※大字笠田、大字松原島北山分区字小屋場

## 歴史

### 年表
- 平安以前は尾張国河沼郷と呼ばれていた。
- 1586年（天正14年）6月24日 - 木曽川の洪水により10以上の中洲の島になる。その後、尾張国と美濃国の境が変更され、尾張国葉栗郡より、美濃国羽栗郡に変更される。
- 江戸時代、この地域は旗本坪内氏領（小網島村、松倉村、松原島村、笠田村）と尾張藩領（円城寺村）となっていた。
- 1874年（明治7年）
  - 3月 - 羽栗郡小網島村に各務郡小網村が編入される。
  - 9月 - 小網島村と上中屋村が合併し、上中屋村となる。
- 1875年（明治8年） -
  - 円城寺村の枝村の河田島村が分離独立、河田島村となる。
  - 下中屋村の一部（字伊八島）が松倉村に編入される。
  - 円城寺村の枝村の小屋場島村が栗木村（同年、円城寺村に編入）に編入される。
- 1880年（明治13年）8月 - 上中屋村から旧・小網島村が分離、小網島村となる。
- 1884年（明治17年）8月 - 羽栗郡小網島村、松倉村、河田島村、松原島村、笠田村の5村が、共同で組合役場を松原島村134番地に設置。
- 1889年（明治22年）7月1日 - 松倉村、河田島村、笠田村、小網島村、松原島村の5ヶ村が合併し川島村が成立。村役場は組合役場をそのまま利用。旧村で大字を形成。
- 1890年（明治23年）1月 - 円城寺村の字小屋場島、字嘉左エ門島を編入。大字松原島の一部となる。
- 1911年（明治44年） - 大字松原島字渡島を大字松原島渡島分区、大字松原島字嘉左エ門島を大字松原島北山分区に改称。
- 1922年（大正11年） - 初代の河田橋が架橋され、隣接町村へ向かう渡船以外の手段が出来る。
- 1927年（昭和2年） - 村役場を大字河田島1041-1番地に新築移転（木造2階建、敷地面積495㎡、建物面積204.66㎡）。
- 1945年（昭和20年）7月12日 - 空襲を受ける。数件が全焼、死者1名[4]。
- 1956年（昭和31年）10月1日 - 町制施行により川島町となる[5]。
- 1962年（昭和37年）8月8日 - 川島大橋が完成。町内に残っていた渡し船（笠田渡船・松倉渡船）が廃止。
- 1970年（昭和45年） - 竹早町を設置。
- 1972年（昭和47年） - 町役場を河田町1040-1番地に新築移転する（鉄筋4階建、建物の一部は羽島郡広域連合消防本部川島分署）[6]。
- 1994年（平成6年） - 緑町を設置。
- 2004年（平成16年）11月1日 - 各務原市に編入。

※ 名前の由来は木曽川の中洲の島ということからという。元々この地域の通称からという説もある。

### 洪水との戦いと独自の文化

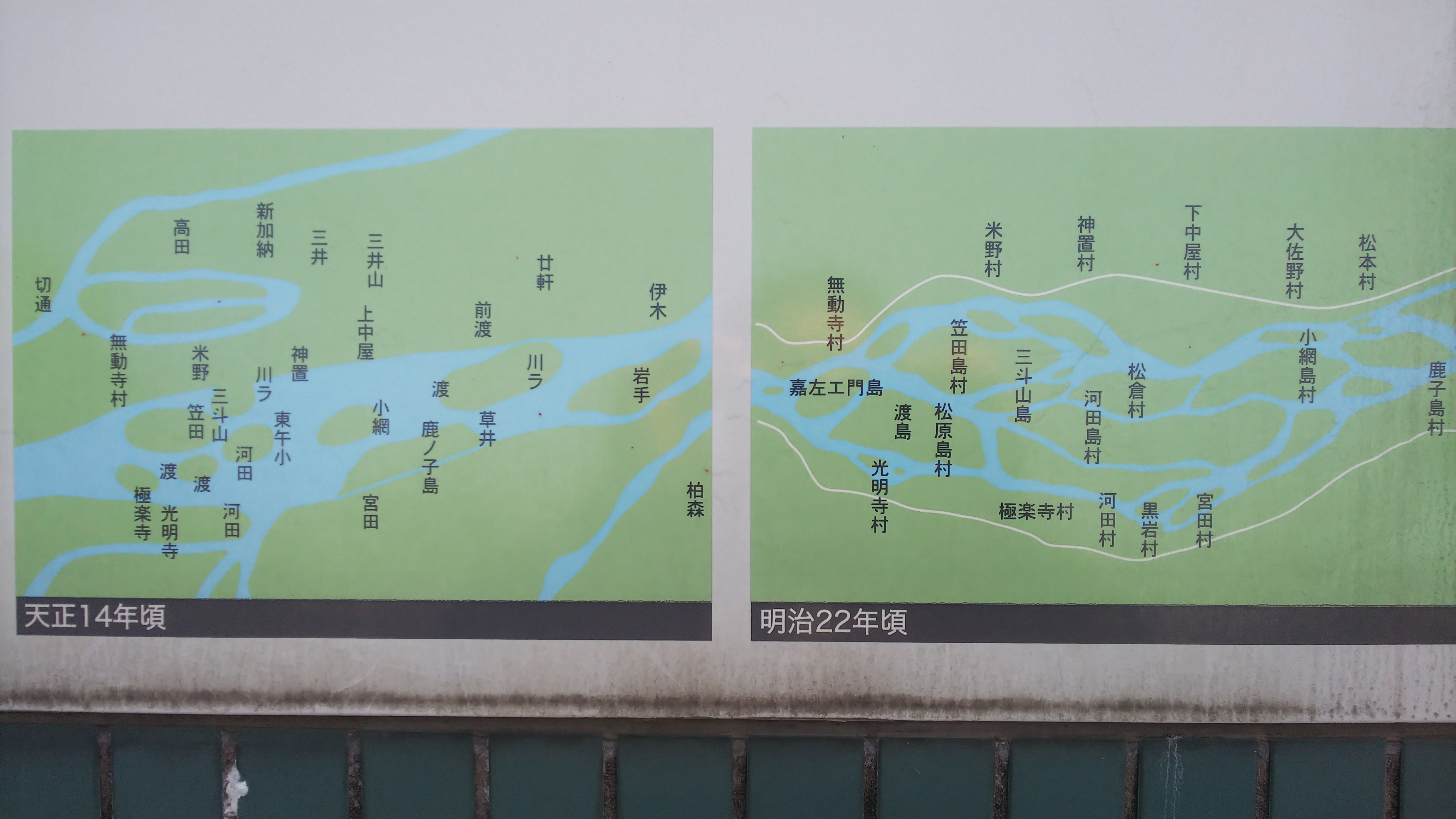
江戸時代と明治初期の川筋の変化

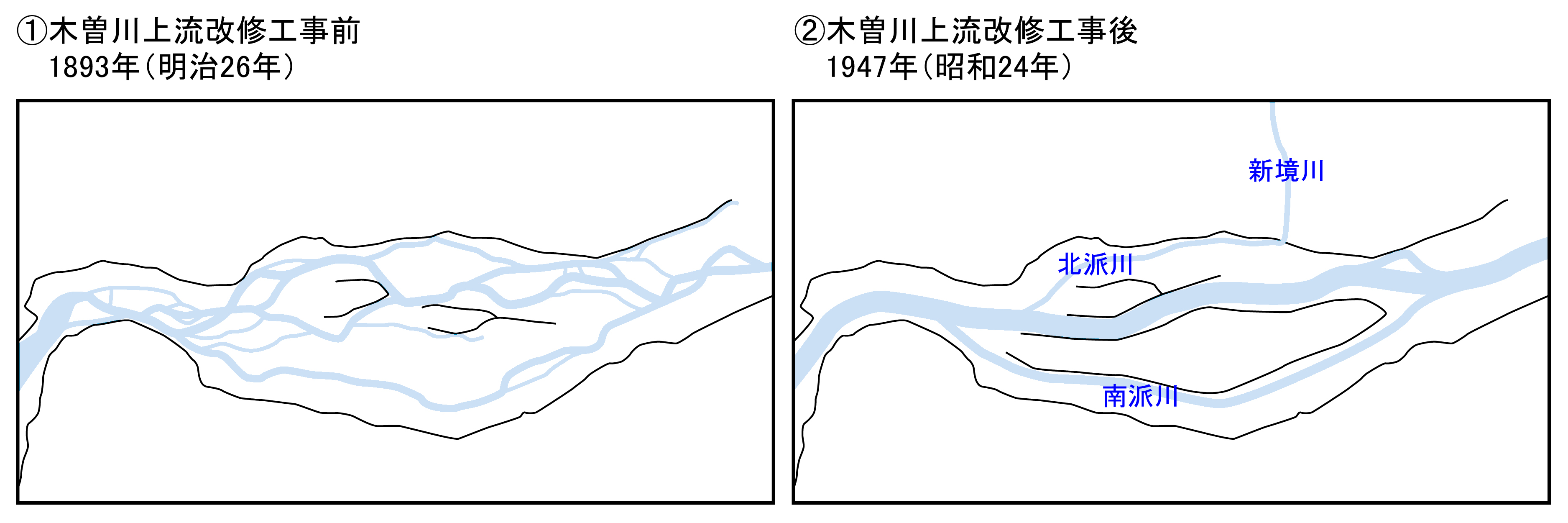
木曽川上流改修工事での河道整理の前後比較

安土桃山時代の1585年木曽川の大洪水により、この地域に存在した幾つかの村（水田村、ここ島など）は水没。さらに十数個の中洲の島になり、この時から洪水との戦いが始まる。尾張国側には御囲堤が築かれ、美濃国側の堤防は、高さは尾張国より3尺低いとはいえ堤防が築かれた。しかし、この地域の堤防は築くことが制限され、1 - 3尺程度の堤防しか無かった。事実江戸時代には洪水で幾つかの島が消えている。
洪水多発の為、土地は砂地となり、田は殆ど出来なかった（現在も殆ど無い）。この為、江戸時代は木曽川での漁業、養蚕、木曽川の川石（丸石という）の石材業が盛んとなった。明治時代には、織物、撚糸業が盛んとなった。
この地域の古い家では、土地を南北に細長くしている事が多い。これは木曽川が東西に流れており、洪水で土地が川になっても、少しでも土地が残るようにしたという、先人の知恵である。又、屋敷は高さ1尺 - 8尺の石垣（ごんぼ積みという）の上に立てられ、1階が住居、2階が蚕の飼育部屋兼洪水時避難場所という造りが多かった。今も各所に見られる。
明治時代 - 大正時代に木曽川上流改修工事が行われ、川島村で幾筋となっていた木曽川は、3つの筋にまとめられることになった。笠田が1つの島として残し、他の集落を1つの島（川島本島）にまとめ、2つの島となった。木曽川は本流、北派川、南派川の3つに分流されたが、本流を本島と笠田島の間とする為に、松原島の分島であった三斗山島を削り取る必要が出てきた。結果、三斗山島の島民は全員移住という事態が生まれた。
中州の島という事もあり、外部の交通手段は渡船のみであった。これは、1922年に愛知県葉栗郡浅井町（現・一宮市）との間に初代の河田橋（木製）が架橋されるまで続いた。自動車が村内に入るようになったのは1931年に河田橋がかけなおされた以降である。岐阜県側への直接の交通手段は、実質、1962年の川島大橋の完成まで渡船であった。川島大橋完成後も岐阜県側の唯一の橋（新境川のもぐり橋）は大雨などによる増水で度々通行止となり、これの解消は各務原市に編入された後、各務原大橋の完成まで待つ事となった。

### 昭和の大合併に取り残された川島村
昭和の大合併にて、羽島郡中屋村、稲葉郡更木村、前宮村との4村での合併が進められたが、歴史や文化、地域との交流で独自色の強かった川島村は、合併不能村とされ単独の町制施行を行っている（稲羽町を参照）。
昭和の大合併で、合併が計画されながら岐阜県美濃地方で合併不能村とされたのは川島村（川島町）と兼山村（可児郡兼山町：現可児市）の2村のみであった。

## 行政

### 町長
- 尾関正爾（陸軍士官学校42期出身）1955年4月（川島村村長として）〜1983年4月在任。
- 野田知澄 1983年4月〜1999年4月在任。
- 野田敏雄 1999年4月〜2004年10月在任[9]

## 経済
古くから繊維産業が盛ん。以前は養蚕業、漁業の他、川の石（特に丸い石）を船を使って拾い上げて売るという産業もあった。

## 教育

### 中学校
- 川島町立川島中学校

### 小学校
- 川島町立川島小学校
  - 1978年（昭和53年）から、コンピュータやビデオなど当時としては先進的な機器を利用した教育を行っていた。このため、1980年（昭和55年）頃は日本国内のみならずアジアやアメリカ合衆国など国外からも教育関係者が視察に訪れていた。その後もパソコンのモデル校に選ばれるなどした。

### 幼稚園・保育園
- 私立かわしま幼稚園
- 私立川島保育園
- 私立川島東こども園

### 2004年以前に廃校となった小中学校
- 川島村立川島小学校渡分校（1950年廃校）
- 川島町立川島小学校笠田分校（1962年廃校）

## 交通
町内に鉄道の駅は無かった。最寄り駅は名鉄各務原線 高田橋駅であるが、JR東海道本線 木曽川駅・尾張一宮駅、名鉄名古屋本線 笠松駅・新木曽川駅・名鉄一宮駅、名鉄犬山線 江南駅などを利用していた。

### バス

#### 2004年（平成16年）10月31日当時のバス路線
名鉄バス
- 新一宮駅前 - 川島 1938年6月22日東一宮-川島で運行開始。1943年10月休止。1951年12月24日運行再開。新一宮駅前-川島となったのは1998年10月19日より。
- 江南駅前 - 川島 1955年10月1日運行開始。

岐阜バス
- 新岐阜 - 川島松倉 1958年2月19日新岐阜-川島笠田で運行開始。1963年4月2日に川島笠田-川島松倉を延長。

※ 2022年（令和4年）3月31日廃止。
各務原市ふれあいバス
- 「川島線」各務原飛行場前駅 - 消防学校前 2004年7月1日運行開始。
- 「川島休日線」各務原航空宇宙博物館前 - 消防学校前 2004年7月1日運行開始。

※ 川島線は2007年（平成19年）7月1日に路線再編により川島・北部線となる。2020年（令和2年）現在の川島線は2015年（平成27年）10月1日の路線再編によるもの。川島休日線は2005年（平成17年）7月1日に休日路線の再編により川島南部休日線となり2007年（平成19年）7月1日廃止。

#### かつて存在していた路線
名鉄バス
- 岩倉駅 - 川島 （1965年名鉄一宮線廃止に伴い、従来の東一宮-川島の路線に岩倉-東一宮（1969年に名鉄丸栄百貨店前、1982年一宮名鉄百貨店前に改称）を延長。東一宮-川島の区間運転も行われていた。1996年に区間運転を尾張一宮駅-川島に変更。1998年10月19日に新一宮駅-川島と尾張一宮駅-岩倉駅の2系統に変更となり、岩倉駅-川島の直行便は廃止）。
- 東一宮駅 - （西浅井・川島経由） - 笠田 （川島大橋開通後に西浅井経由のルートを設定し、川島-笠田を延長。岐阜バスの川島笠田-川島松倉延長により1963年4月1日廃止。）
- 新一宮駅 - （西浅井・川島口経由） - 小網 （現在の宮田線の支線。1973年5月28日、岩倉駅-小網で運行開始（名鉄丸栄百貨店前-小網の区間運転あり）。1997年に新一宮駅-小網に変更。1999年4月1日廃止。小網バス停は小網町の神明神社の南西に設置されていたが、バス回転場が川島スポーツ公園の用地となったため、1979年に東へ約200m移動。1994年に河田橋が補修のため1か月程通行止めとなったさいは運行中止となっている[10]。）
- 新一宮駅 - （光明寺経由） - 渡橋 （現在の光明寺線の支線。1968年10月15日、東一宮-渡橋で運行開始。1997年に新一宮-渡橋に変更。2001年4月1日廃止。渡橋バス停は八幡神社駐車場に存在。）
- 古知野駅 - （川島・木曽川駅経由） - 奥町駅 （渡橋開通後の1964年12月6日、従来の古知野駅-川島の路線が川島-奥町駅を延長し、木曽川線に改称。新一宮駅-渡橋の路線開設により、1968年10月15日川島-奥町駅の区間が廃止。）

岐阜バス
- 川島松倉 - （中野・下羽栗経由） - 笠松駅 （1958年2月19日川島笠田-笠松駅で運行開始。1963年4月2日に川島松倉-川島笠田を延長。末期は往路のみとなり、復路の代わりに笠松駅-（下羽栗・伏屋経由）新岐阜の運行が行われ、笠松駅バス停は笠松駅ロータリーから笠松駅東の民間駐車場に移動した。1984年4月1日廃止。）

※ 2022年（令和4年）4月1日から運行されている笠松川島線は川島と笠松町を結ぶ路線だが、ルートが異なる。
- 岐阜公園 - 新岐阜 - 川島松倉 （1998年に岐阜公園-新岐阜を延長。2001年4月1日岐阜公園-新岐阜を廃止。）

### 道路
高速道路
- 東海北陸自動車道 - 川島パーキングエリア

主要地方道
- 岐阜県道93号川島三輪線

一般県道
- 岐阜県道114号一宮各務原線
- 岐阜県道115号一宮川島線
- 岐阜県道180号松原芋島線

## 娯楽

### 川島劇場
昭和30年代から40年代に河田地区に存在した映画館。跡地は現在のJAぎふ川島支店の南付近。

### 小網舞台
小網地区に存在した地歌舞伎の芝居小屋。文化年間に神明神社で地歌舞伎が始まり、安政3年（1856年）小網舞台として常設の芝居小屋が完成し、毎年初午と10月に公演された。小網舞台は大正元年（1912年）の暴風雨で損壊し取り壊されたが、大正7年（1918年）に集会場（後の小網町公民館）として再建。地歌舞伎は昭和30年まで行われた。

### 小網島太鼓
関ヶ原の戦いで敗走し、小網島に落ち延びた苅谷市右衛門が、戦場の様子を偲び太鼓を打ち鳴らしたのが始まりという。昭和20年頃に一旦途絶えたが、昭和50年代に小網地区の小学生により「小網太鼓」として復活。現在は川島夢太鼓が引き継いでいる。

### 八朔相撲
松倉地区の秋葉神社（松倉町字河原屋敷2415）で、毎年9月1日に行われる子供相撲。嘉永年間に素人相撲として行われたのが始まり。

### 渡島川祭り
渡地区の八幡神社で毎年7月30日に行われる祭り。かわしま燦々夏祭りを参照。

## 名所・旧跡・観光スポット

### 神社
- 神明神社（小網町字乙宮西2054-1）
  - 旧・村社（小網島村）。観音寺に隣接。
- 神明神社（小網町字標場2128-1）
- 上ノ島神明神社（松倉町字上ノ島2232-1）
  - 旧・郷社。
- 神明神社（松倉町字伊勢山2348-1）
  - 旧・村社（松倉村）。
- 榎神社（松倉町2433）
  - 旧・村社（松倉村）。式内社の尾張国葉栗郡川嶋神社の論社の一つ。元の鎮座地[11] は木曽川の改修工事で新たな本流の底になるため、1907年（明治40年）4月30日に現在地に移転。
- 神明神社（松倉町字前河原2427）
  - 旧・村社（松倉村）。
- 神明秋葉神社（松倉町字大師前1029）
  - 元は松倉字伊八島に鎮座。木曽川築堤の為、1964年（昭和39年）に現在地に移転。
- 神明神社（松倉町字河原屋敷1787-1）
- 金比羅神社（松倉町字中山1936）
- 秋葉神社（松倉町字河原屋敷2415）
- 秋葉神社（松倉町字伊八島）
- 八幡神社（河田町字山之瀬1245）
  - 旧・村社（河田島村）。
- 大日神社（河田町字山之瀬1245）
  - 元は松原島字三ツ屋に鎮座。1944年（昭和19年）5月30日に現在地に移転。
- 神明神社（松原町字雁場前299-1-2）
  - 旧・村社（松原島村）。
- 神明神社（松原町字雁場前299-4）
  - 1926年（大正15年）6月30日に現在地に移転。
- 神明神社（松原町字雁場前303-1）
  - 旧・三斗山島の神社。三斗山島が木曽川の改修工事により全住民が移転することとなり、1925年（大正14年）6月27日に現在地に移転。
- 秋葉神社（松原町字三ツ屋271-1）
- 八幡神社（渡町字南渡588）
  - 旧・村社（松原島村大字渡島）。かわしま燦々夏祭りの“”かわしま川祭り”は、元々、八幡神社の渡島川祭りである。
- 神明神社（北山町字道北1029）
  - 旧・村社（円城寺村字嘉左エ門島）。宝暦3年（1753年）創立。
- 白鬚神社（笠田町字村中146）
  - 旧・村社（笠田村）。式内社の尾張国葉栗郡川嶋神社の論社の一つ。
- 神明神社（笠田町字仙田野）
- 神明神社（笠田町字村中146）
  - 旧・村社（円城寺村字小屋場島）。元の鎮座地（笠田町字小屋場島1266）が河川環境楽園の敷地となるため、1999年（平成11年）に白鬚神社の境内に移転。
- 川除神社・川除大神社・水神社
  - 江戸時代から1868年（明治元年）にかけて、洪水で決壊した堤の場所に祭った神社。町内に12箇所あり、多いのは北派川（大正年間以前の木曽川本流）に接する笠田地区、南派川に接する松原地区の各4箇所である。堤防の改良もあり、一部は移転、他の神社に合祀している。水害除けの意味もあるからか、水神以外の神（天照大神など）を祭る神社も多い。
- 山の神
  - 松林（松山）が多い地域であることから、各集落で祀られている。主に祠、石神であるが、自然の木を山の神として祀る事例もある。多くは集落の神社の境内などに祀られたが、河田地区の山の神は享保16年（1731年）に山神神社（河田町1033-7）として独立した神社として創立。
- 招魂社
  - 川島町全域の招魂社（松原町299）は、1908年（明治41年）に「川島報國烈士之碑」が在郷軍人団により建設。1932年（昭和7年）3月、碑の手前に本殿（見世棚造）を設置し、川島招魂社が建立。戦後、招魂社に改称。西南戦争から太平洋戦争までの戦没者英霊247柱を祀る。本殿は昭和50年代まで存在したが、1984年（昭和59年）に慰霊碑として再建された。
  - 各地区の神社・寺院にも忠魂碑がある。
    - 殉國之碑 - 河田町、八幡神社内。
    - 報国烈士碑 - 小網町、神明神社内
    - 報国碑 - 笠田町、白鬚神社内

※ この節の出典は『川島町史通史編』。

### 寺院

#### 現在存在している寺院
- 正覚院（河田町446）
  - 浄土宗西山光明寺派の寺院。山号は心鏡山。本尊は阿弥陀如来。鎌倉時代に草庵として建立。一時衰退したが享保年間に再建。1880年（明治13年）4月に寺院の称号を許され、正覚院となる。
- 長光寺（松倉町260）
  - 浄土真宗本願寺派の寺院。山号は川島山。本尊は阿弥陀如来。平安時代に天台宗寺院（名称不明）として建立。天福元年（1233年）に浄土真宗に改宗。嘉禎元年（1235年）に親鸞上人が立ち寄っている。天正5年（1577年）に長光寺に改称する。1868年（明治元年）5月9日の洪水で流出後、現在地に移転。
- 西養寺（松原町234）
  - 浄土真宗本願寺派の寺院。山号は松原山。本尊は阿弥陀如来。鎌倉時代に天台宗寺院の正貴寺として建立。正和5年（1316年）に浄土真宗に改宗。室町時代後期にに西養寺に改称する。元文3年（1738年）に洪水で流出後、寛保2年（1742年）各務郡大野村に移転。文化9年（1812年）に現在地に移転。
  - 学校法人西養寺学園、社会法人西養寺福祉会を運営しており、かわしま幼稚園（現・かわしま学びの庭）、川島保育園（現・かわしま育ちの庭）などを運営する。
- 道場（河田町250）
  - 浄土真宗大谷派の寺院。宝暦7年（1757年）に河野円城寺の川島門徒の修養と祭事場として建立。

他に弘法大師を本尊とする弘法堂が松倉町、河田町、小網町（旧・観音寺弘法堂）に、十一面観世音菩薩を本尊とする観音堂が松倉町にある。

#### かつて存在した寺院
- 妙性坊
  - 天台宗寺院、寂光山威徳院一乗寺として大同2年（802年）尾張国葉栗郡笠田村に建立。洪水で流出後、建久7年（1196年）に来善庵として再建。仁治元年（1240年）に浄土真宗に改宗し妙性坊に改称する。大永6年（1526年）に尾張国葉栗郡伏屋村に移転し、天正4年（1576年）に尾張国葉栗郡北方村（現・愛知県一宮市北方町北方下本郷1-68）に移転。
  - 跡地（白鬚神社の西、約50m付近）には、川島町が設置した「妙性坊の寺跡」の石碑がある。
- 西光坊
  - 明応5年（1496年）尾張国葉栗郡河田島村に建立。安土桃山時代の尾張国と美濃国の境の変更により、美濃国羽栗郡円城寺枝村河田島村の寺となる。元禄12年（1699年）に秀光山礼徳寺に改称し、尾張国葉栗郡大野村に移転。正徳2年（1712年）に来徳寺に改称し尾張国葉栗郡河田村（現・愛知県一宮市浅井町河田376-1）に移転。
  - 西光坊（さいくぼ）の名は、は河田町の字名として残っている。
- 少林寺
  - 応長元年（1311年）尾張国葉栗郡小網島村に臨済宗南禅寺派の寺院として、夢窓疎石が建立。洪水の影響で荒廃するが、明応8年（1499年）臨済宗妙心寺派の寺院として再興され、美濃国各務郡新加納村（現・岐阜県各務原市那加新加納町2104-1）に移転。
  - 跡地（岐阜県消防学校の北西、木曽川堤防）には、川島町が設置した「史跡　少林寺跡」案内板がある。
- 観音寺（小網町2054） 
  - 臨済宗妙心寺派の寺院。山号は補陀山。本尊は正観世音菩薩。寛永年間に少林寺の末寺として建立。寛政4年（1792年）6月の洪水で流出後、現在地に移転。2010年頃に廃寺。
  - 跡地は神明神社の境内となっている。弘法堂などの建物の一部は神明神社境内に存在する。

※ この節の出典は『川島町史通史編』。

### 観光スポット
- 河川環境楽園
  - アクア・トトぎふ
- 内藤記念くすり博物館（エーザイ川島工園）
  - 「公園のように緑豊かな工場」を理想として「工園」と名づけた。
- かさだ広場
- 河跡湖（鉄砲川）
- 岐阜県広域防災センター　（岐阜県消防学校内）
- かわしま憩いの森
  - 雑木林を使用した森林公園。東半分は川島市民サービスセンターの新築のさいに桜の木以外の木は伐採され、駐車場となった。西半分は花壇、広場、モニュメントなどが現存する。

## 名誉町民
- 尾関正爾（元村長、元町長）

## 市外局番と郵便番号
市外局番は合併前より愛知県一宮市と同じ0586（一宮MA。市内局番は89） である。合併後もそのままとなっており各務原市の058（岐阜MA）に統合されていない。かつては郵便番号も483であり江南郵便局の番号であった。
現在も、電話番号の市外局番が愛知県一宮市等と同じである為、合併以前の各務原市から川島町に固定電話より通話を行うと県外料金が発生する。また同様に、隣接する岐阜県側の会社や商店などで、フリーダイヤルの様な通話料受信者側負担の契約を利用する場合には、この川島町の存在の為に県外からの通話も受ける設定にする必要があるので、地域密着型の狭い範囲の客を対象にする理美容店や八百屋などの場合でも愛知県全域からの通話を受ける契約の形を取らざるを得ない（契約会社による）ことになってしまう。過去には岐阜県でありながら郵便配達は江南市の江南郵便局が行っていたが、現在も郵便配達担当は各務原市郵便局ではなく、羽島郡笠松町の笠松郵便局が担当している。